# Forvil
La maison Forvil est une société de parfums, produits de beauté, cosmétiques et soins capillaires créée en 1923 et dépositaire le 15 décembre 1923 de la marque Forvil,. 

## Histoire
La maison Forvil est issue de la fusion de deux sociétés :
- les dentifrices du docteur Pierre, une entreprise créée au milieu du XIXe siècle par Pierre Mussot spécialisée dans les eaux, poudres, pâtes de dentifrice et alcools de menthe[1].
- la parfumerie créée en 1922, par Léo Fink, l’ancien cofondateur des parfums d'Orsay en 1908[1],[3],[4].

En 1923, Leo Fink devient actionnaire de la société des héritiers du docteur Pierre puis cofonde la société Parfums Forvil et société du docteur Pierre Réunis.
La fabrication des produits a lieu à Nanterre dans l'Usine pharmaceutique du Docteur Pierre qui est également le siège social des Parfums Forvil. L’adresse qui apparaît sur les documents publicitaires et dans les annuaires professionnels est le 120 Champs-Élysées, magasin de la société. À partir de 1931, le 1, rue de Castiglione, adresse de la parfumerie de Leo Fink, doublera les Champs-Élysées pour la distribution.
En 1967, Forvil est reprise par le groupe américain Bristol-Myers.
L’usine de Nanterre est revendue en 1967 à la société Natalys.
Dans les années 1980, la marque fait faillite. Elle est reprise en 2020 par la société Terraké France.

## Activités

### Années 20-30
La maison Forvil expose dans sa vitrine du 120 rue Champs-Élysées, des coffrets de ses premiers parfums, Perle Noire - surnommé en référence à la danseuse américaine Joséphine Baker - et Corail Rouge, notamment au moment des fêtes de Noël,,.
Lors de l'exposition française à Madrid de 1927, Parfum Noir, Perle Noire, Corail Rouge, Cinq Fleurs, et Forvil 5 sont exposés. La maison Forvil  remporte une médaille d’argent dans la catégorie de la Parfumerie.
Forvil est associé dans la presse à une clientèle élégante partant en vacances sur la côte d’Azur en été.
Les Parfums Forvil sponsorisent des événements mondains et sportifs, tels qu’une vente de charité organisée dans son magasin du 120 Avenue des Champs-Élysées pour la petite enfance, Paris-Deauville, des bals et biens d’autres évènements.

### Années 1930 à 1970
À la fin des années 1920, la coupe à la garçonne pour les femmes tombe en désuétude. La brillantine utilisée selon l’encyclopédie Larousse pour « donner du brillant à la barbe et pour la parfumer  » est réputée dès les années 1850 « assouplir, lier et lustrer les cheveux sans avoir l’inconvénient de les sécher et de les rendre poudreux ». Après avoir concerné hommes et jeunes gens, elle se popularise et est utilisée jusque dans les années 1950 pour les coiffures féminines afin de « contrebalancer l’effet desséchant des permanentes à chaud.»
La maison Forvil vante sa brillantine avec des superlatifs comme « Super brillantine Forvil, la plus brillante des Brillantines ». Les atouts mis en avant dans la publicité sont la « Souplesse, la beauté et la luminosité ». Forvil ajoute parfois dans sa communication une dimension de jeunesse et des qualités scientifiques de protection du cheveu. La brillantine Forvil se décline en trois teintes et cinq parfums. Le produit phare de la gamme des brillantines est « Poème ».
A côté de ses parfums, la société réalise également des shampooings, des laques (Bril-Laque), des crèmes et déploie une gamme d'eaux de Cologne.

## Esthétique
Les parfums Forvil sont conditionnés dans des flacons réalisés par des maîtres verriers célèbres. Lalique dessine les flacons de Perle Noire (1922), Corail Rouge (1924), Cinq Fleurs, Forvil 5, les Anémones (1935), Trois Valses, Le Parfum Noir ; Chypre, Narcisse (1929) « Le Parfum » en 1926 et de nombreux autres flacons, dont certains peuvent être observés au musée Lalique, au musée du Parfum (flacon « Relief » des années 1930) ou aux enchères des grandes sociétés de vente,. Baccarat réalise un flacon pour FF Forvil (1927). Au total, parmi les douze parfums lancés de 1923 à 1927, 9 sont présentés dans des flacons signés René Lalique, par la cristallerie de Baccarat, et par la verrerie Brosse. Ces signatures de maîtres-verriers participent de l’identité de la Maison Forvil.
Dans la lignée des Dentifrices du Docteur Pierre qui, très tôt ont fait appel à des illustrateurs pour se faire connaître, Forvil utilise le magazine l’Illustration et ses dessinateurs pour styliser la marque et présenter ses parfums et ses eaux de Cologne. Les Parfums Forvil font ainsi appel à Pierre Brissaud, Jacques Leclerc ainsi qu’à des peintres, à l’image de Gerda Wegener pour le 5 Forvil en 1927.
L’esthétique de l’usine de Nanterre est utilisée dans plusieurs des dessins de l’Illustration pour mettre en avant la prospérité de la marque : bâti en 1901, par un architecte des Beaux-Arts, l'édifice, entouré d'un jardin  « est construit selon un plan en U à deux ailes en retour sur la cour. La façade extérieure se compose d'un avant corps central flanqué de deux corps latéraux et surmonté d'un dôme carré en ardoise, couronné d'un campanile... L'usine sert à fabriquer un produit, mais aussi à le promouvoir. Elle fait l'objet de nombreuses cartes postales et d'affiches publicitaires vantant ses propres produits.»
En 1931, la rénovation et l'agrandissement de l'usine seront confiés à deux architectes DPLG, Emile Molinie et Charles Nicod, ce dernier étant lauréat du grand prix de Rome.

## Communication
Dans années 1930, la maison Forvil décline ses produits en gammes, réunissant parfums, eaux de Cologne, lotions pour salons de coiffure.
En 1962, Forvil ajoute une nouvelle marque à son catalogue pour ses produits
Les Parfums Forvil utilisent pour se faire connaître du grand public la presse féminine et la presse professionnelle. Ils proposent aux lecteurs des cadeaux tels que poudres ou eaux de Cologne,.
Présente dans tous les produits de beauté, depuis les parfums jusqu’aux savons en passant par les poudres, le maquillage, les eaux de Cologne, les lotions capillaires, la maison Forvil joue sur la fibre patriotique et populaire en proposant des réductions sur des colis Forvil pour les soldats.

## Popularité et inscription dans le patrimoine
Forvil est présent dans de nombreuses villes et villages de France,,. La société est également citée dans la littérature,.